# Tetraria natalensis
Tetraria natalensis är en halvgräsart som först beskrevs av Charles Baron Clarke, och fick sitt nu gällande namn av Tetsuo Michael Koyama. Tetraria natalensis ingår i släktet Tetraria och familjen halvgräs. Inga underarter finns listade i Catalogue of Life.